# نوویه چرکاسی
نوویه چرکاسی (انگلیسی: Novyye Cherkassy) یک شهرک در منطقه شهری اوفای جمهوری باشقیرستان در کشور روسیه است.